# Shady Cove
Shady Cove és una població dels Estats Units a l'estat d'Oregon. Segons el cens del 2000 tenia 2.307 habitants.

## Demografia
Segons el cens del 2000, Shady Cove tenia 2.307 habitants, 989 habitatges, i 689 famílies. La densitat de població era de 445,4 habitants per km².
Dels 989 habitatges en un 24,3% hi vivien nens de menys de 18 anys, en un 56,4% hi vivien parelles casades, en un 8,3% dones solteres, i en un 30,3% no eren unitats familiars. En el 23,5% dels habitatges hi vivien persones soles el 12,5% de les quals corresponia a persones de 65 anys o més que vivien soles. El nombre mitjà de persones vivint en cada habitatge era de 2,33 i el nombre mitjà de persones que vivien en cada família era de 2,73.
Per edats la població es repartia de la següent manera: un 21,6% tenia menys de 18 anys, un 6% entre 18 i 24, un 22,3% entre 25 i 44, un 27,8% de 45 a 60 i un 22,3% 65 anys o més.
L'edat mediana era de 45 anys. Per cada 100 dones de 18 o més anys hi havia 99 homes.
La renda mediana per habitatge era de 33.429$ i la renda mediana per família de 38.819$. Els homes tenien una renda mediana de 31.250$ mentre que les dones 23.533$. La renda per capita de la població era de 17.564$. Aproximadament el 6,4% de les famílies i el 10,2% de la població estaven per davall del llindar de pobresa.

## Poblacions més properes
El següent diagrama mostra les poblacions més properes.